# Pronephrium penangianum
Pronephrium penangianum là một loài dương xỉ trong họ Thelypteridaceae. Loài này được Hook. Holttum mô tả khoa học đầu tiên năm 1972.